# Gerard de Lairesse

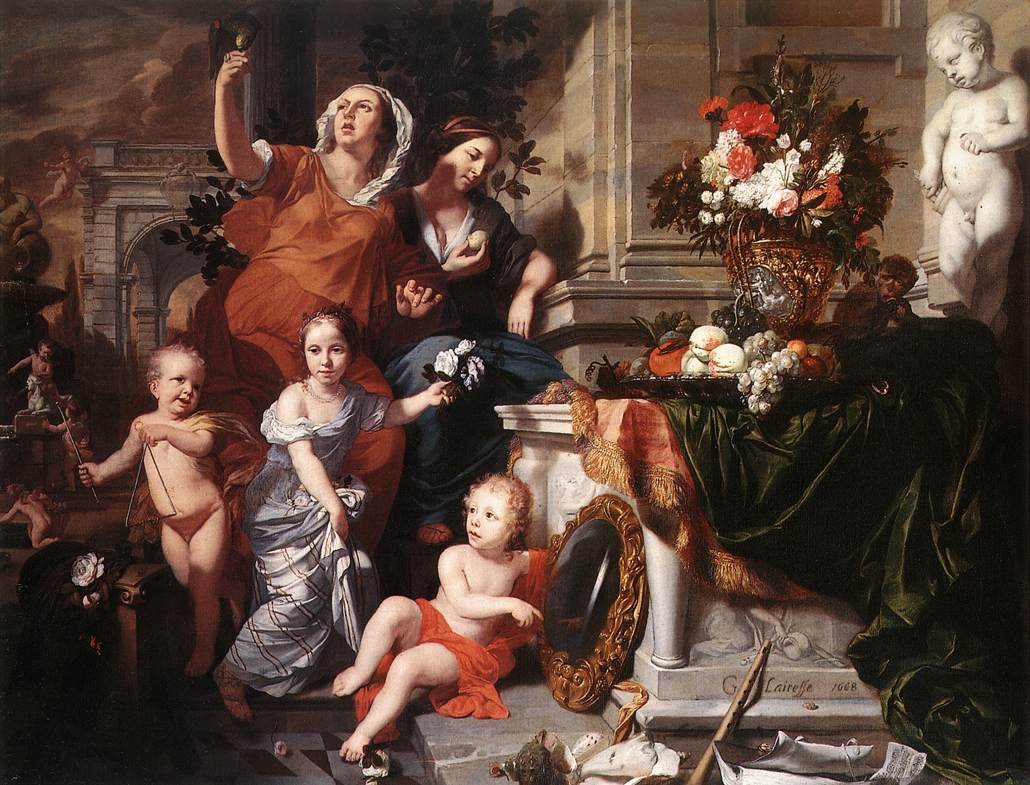
Alegoria pięciu zmysłów, 1668

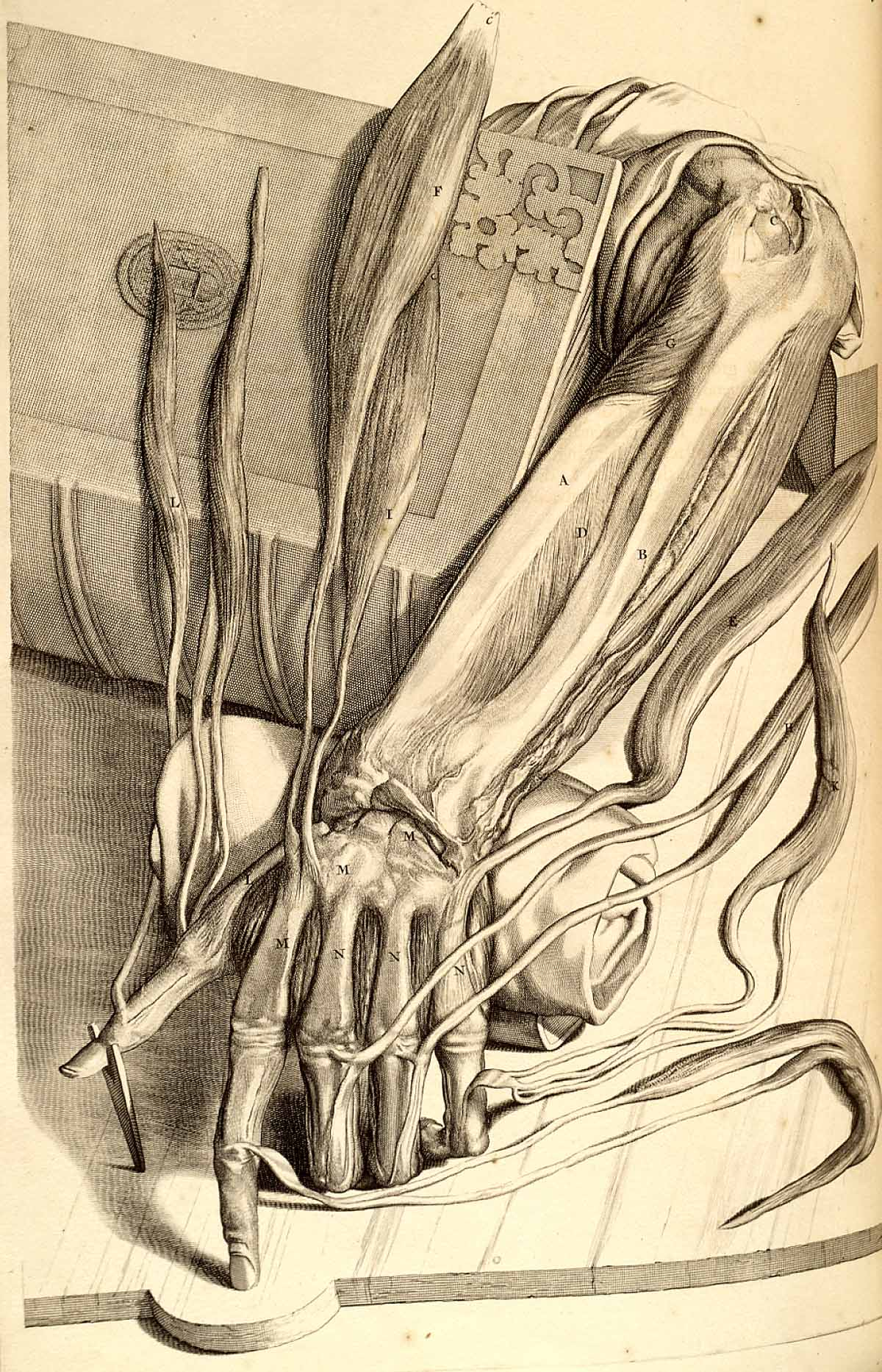
Ilustracja z atlasu Anatomia Humani Corporis (1685)

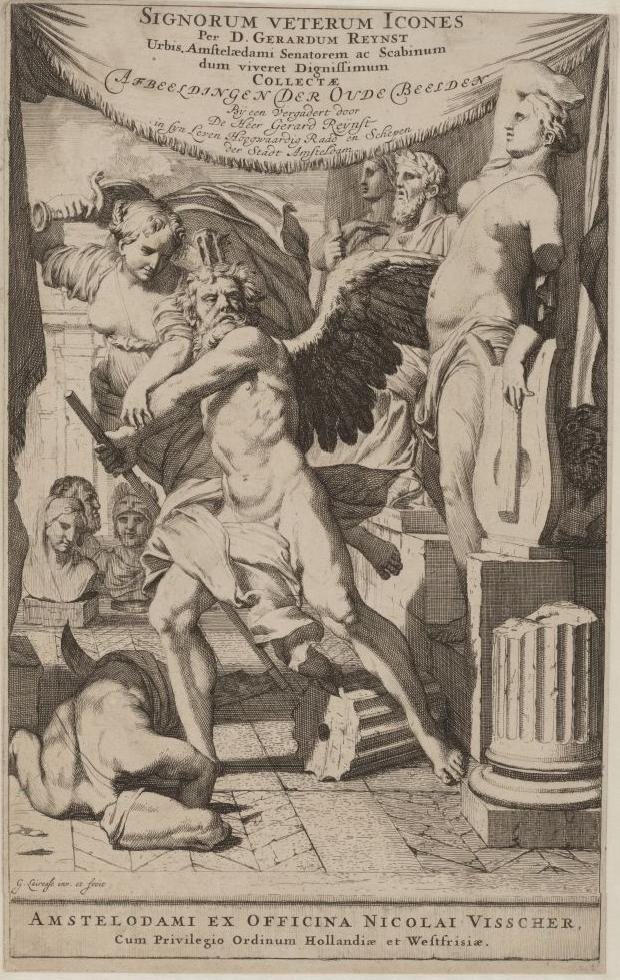
Strona tytułowa Signorum Veterum Icones, 1670

Gerard de Lairesse (ur. 1640 ochrzczony 11 września 1641 w Liège, zm. 28 lipca 1711 w Amsterdamie) – holenderski malarz, grafik i teoretyk sztuki.

## Życiorys
Urodził się w rodzinie malarza Reniera de Lairesse, który był jego pierwszym nauczycielem. Naukę kontynuował u Bertholeta Flémalle'a i zapewne od niego przejął zainteresowanie sztuką klasyczną. W 1660 przebywał krótko w Kolonii, jednak ją opuścił ze względu na zawiść miejscowych malarzy. W 1664 musiał uciekać z rodzinnego Liège, gdzie wdał się w niefortunny romans i ledwo uszedł z życiem. Ożenił się z kuzynką Marie Saime i zamieszkał z rodziną w Amsterdamie. Miał dwóch synów, którzy także zostali malarzami.
Gerard de Lairesse cierpiał prawdopodobnie na kiłę wrodzoną, miał zdeformowaną twarz i wcześnie stracił wzrok. O jego chorobie może świadczyć portret Rembrandta, który realistycznie przedstawił rysy twarzy malarza. Pomimo oszpeconej twarzy artysta cieszył się popularnością u kobiet, bogatych mecenasów i studentów, rekompensując braki w wyglądzie atrakcyjną osobowością, talentem i intelektem.

## Twórczość
Artysta szybko zdobył popularność stając się jednym z najwybitniejszych przedstawicieli holenderskiego malarstwa dekoracyjnego. Często z powodzeniem rywalizował z Rembrandtem, współcześni nazywali go holenderskim Rafaelem i holenderskim Poussinem. Malował w akademickim, klasycyzującym stylu obrazy i malowidła ścienne o tematyce religijnej, historycznej i mitologicznej. Wykonywał ryciny oraz liczne rysunki, projektował też dekoracje teatralne. Szczególnie popularne były jego ilustracje wydane w 1685 w atlasie anatomicznym Goverta Bidloo Anatomia Hvmani Corporis oraz zbiór rysunków rzeźb włoskich wydany w dziele Signorum Veterum Icones (1670).
Wśród uczniów malarza byli m.in. Jan van Mieris, Louis Fabricius Dubourg, Ottmar Elliger le Jeune, Teodor i Krzysztof Lubienieccy, Jan Hoogzaat i Zacharias Webber. Jego prace rozproszone są w wielu galeriach europejskich i amerykańskich m.in. w Rijksmuseum, Metropolitan Museum of Art, National Gallery of Art, National Portrait Gallery, Luwrze, Tate Britain i Cleveland Museum of Art.

## Krytyk sztuki
W 1690, w wieku 49 lat, de Lairesse całkowicie stracił wzrok i musiał porzucić działalność artystyczną. Zajął się teorią sztuki, wygłaszał wykłady i dyktował swoje poglądy, które spisali jego synowie i wydali w formie traktatów Grondlegginge der teekenkonst (Podstawy rysunku) wyd. w 1701 i Het groot schilderboeck (Wielka księga malarstwa) wyd. 1707. Dzieła cieszyły się popularnością w XVIII wieku i były tłumaczone na język angielski, francuski i niemiecki. Autor dał się poznać jako zwolennik sztuki akademickiej, krytykował nawet podziwianego przez siebie w młodości Rembrandta i m.in. Fransa Halsa za przedstawianie scen z życia codziennego oraz zwykłych ludzi, takich jak żołnierze, rolnicy, pokojówki, czy żebracy. Jego zdaniem malarstwo powinno poruszać jedynie wzniosłe, biblijne, mitologiczne i historyczne tematy.
Poglądy i dzieła Lairesse’a były szczególnie popularne w wieku XVIII, w następnym stuleciu malarz był ostro krytykowany. Zarzucano mu nawet odpowiedzialność za upadek malarstwa holenderskiego.

## Prace
- Alegoria wolności handlu, 1672, Haga,
- Alegoria pięciu zmysłów, 1668, Kelvingrove Art Gallery and Museum,
- Nimfa i satyr, Berlin,
- Wniebowzięcie Marii, Sait-Paul,
- Apollo i Aurora, Mauritshuis.